# Рокі-Поїнт (Монтана)
Рокі-Пойнт (англ. Rocky Point) — переписна місцевість (CDP) в США, в окрузі Лейк штату Монтана. Населення — 111 особа (2020).

## Географія
Рокі-Пойнт розташоване за координатами 47°43′56″ пн. ш. 114°11′8″ зх. д. / 47.73222° пн. ш. 114.18556° зх. д. (47.732327, -114.185477).  За даними Бюро перепису населення США в 2010 році переписна місцевість мала площу 1,57 км², уся площа — суходіл.

## Демографія
Згідно з переписом 2010 року, у переписній місцевості мешкало 97 осіб у 43 домогосподарствах у складі 29 родин. Густота населення становила 62 особи/км².  Було 82 помешкання (52/км²).
Расовий склад населення:
| - 89,7 % — білих - 5,2 % — корінних американців |

До двох чи більше рас належало 5,2 %. Частка іспаномовних становила 0,0 % від усіх жителів.
За віковим діапазоном населення розподілялося таким чином: 19,6 % — особи молодші 18 років, 44,3 % — особи у віці 18—64 років, 36,1 % — особи у віці 65 років та старші. Медіана віку мешканця становила 55,5 року. На 100 осіб жіночої статі у переписній місцевості припадало 83,0 чоловіків;  на 100 жінок у віці від 18 років та старших — 90,2 чоловіків також старших 18 років.
Цивільне працевлаштоване населення становило 34 особи. Основні галузі зайнятості: виробництво — 35,3 %, роздрібна торгівля — 32,4 %, науковці, спеціалісти, менеджери — 32,4 %.